# Irán az 1968. évi nyári olimpiai játékokon
Irán a mexikói Mexikóvárosban megrendezett 1968. évi nyári olimpiai játékok egyik részt vevő nemzete volt. Az országot az olimpián 3 sportágban 14 sportoló képviselte, akik összesen 5 érmet szereztek.

## Érmesek
| Érem  | Versenyző                | Sportág    | Versenyszám        |
| ----- | ------------------------ | ---------- | ------------------ |
| Arany | Abdollah Movahed         | Birkózás   | Szabadfogás, 70 kg |
| Arany | Mohammed Nassiri         | Súlyemelés | 56 kg              |
| Ezüst | Parviz Dzsalajer         | Súlyemelés | 67,5 kg            |
| Bronz | Aboutaleb Talebi         | Birkózás   | Szabadfogás, 57 kg |
| Bronz | Samseddin Szajed-Abbaszi | Birkózás   | Szabadfogás, 63 kg |

## Atlétika
Férfi
| Versenyző    | Versenyszám   | Selejtező | Selejtező | Döntő    | Döntő    |
| Versenyző    | Versenyszám   | Eredmény  | Helyezés  | Eredmény | Helyezés |
| ------------ | ------------- | --------- | --------- | -------- | -------- |
| Joe Kashmiri | Diszkoszvetés | 53,96 m   | 20.       | kiesett  | kiesett  |

## Birkózás
Kötöttfogású
| Versenyző            | Versenyszám | 1. forduló                                | 2. forduló               | 3. forduló                          | 4. forduló        | 5. forduló        | 6. forduló        | Döntő             | Helyezés    |
| Versenyző            | Versenyszám | Ellenfél Eredmény                         | Ellenfél Eredmény        | Ellenfél Eredmény                   | Ellenfél Eredmény | Ellenfél Eredmény | Ellenfél Eredmény | Ellenfél Eredmény | Helyezés    |
| -------------------- | ----------- | ----------------------------------------- | ------------------------ | ----------------------------------- | ----------------- | ----------------- | ----------------- | ----------------- | ----------- |
| Seyed Hossein Moareb | 63 kg       | Yehya Mohamed Hassanein (RAU) · kétvállas | Metin Alakoç (TUR) · 3-1 | Dimitar Galinchev (BUL) · kétvállas | kiesett           | kiesett           | kiesett           | kiesett           | helyezetlen |

Szabadfogású
| Versenyző                | Versenyszám | 1. forduló                    | 2. forduló                           | 3. forduló                                | 4. forduló                        | 5. forduló                          | 6. forduló                        | 7. forduló        | Döntő                                                                                        | Helyezés    |
| Versenyző                | Versenyszám | Ellenfél Eredmény             | Ellenfél Eredmény                    | Ellenfél Eredmény                         | Ellenfél Eredmény                 | Ellenfél Eredmény                   | Ellenfél Eredmény                 | Ellenfél Eredmény | Ellenfél Eredmény                                                                            | Helyezés    |
| ------------------------ | ----------- | ----------------------------- | ------------------------------------ | ----------------------------------------- | --------------------------------- | ----------------------------------- | --------------------------------- | ----------------- | -------------------------------------------------------------------------------------------- | ----------- |
| Mohammad Ghorbani        | 52 kg       | José Defran (DOM) · kétvállas | César Solari (ECU) · kétvállas       | Pétrosz Triandafilídisz (GRE) · kétvállas | Richard Sanders (USA) · kétvállas | Nakata Sigeo (JPN) · kétvállas      | kiesett                           | kiesett           | kiesett                                                                                      | helyezetlen |
| Aboutaleb Talebi         | 57 kg       | Javier Raxón (GUA) · 0.5-3.5  | Ahmad Djan (AFG) · 1-3               | Muhammad Sardar (PAK) · 1-3               | erőnyerő                          | Donald Behm (USA) · 1-3             | Ali Aliyev (URS) · 2-2            |                   | 1. mérkőzés · Uetake Jódzsiró (JPN) · 2-2 · Hozott eredmény · Donald Behm (USA) · 1-3        |             |
| Samseddin Szajed-Abbaszi | 63 kg       | Bobby Douglas (USA) · 1-3     | Jürgen Luczak (GDR) · 0.5-3.5        | Josef Engel (TCH) · kétvállas             | Yelkan Tedeyev (URS) · 1-3        | Níkosz Karipídisz (GRE) · kétvállas | Enyu Todorov (BUL) · 2-2          | erőnyerő          | 1. mérkőzés · Kaneko Maszaaki (JPN) · 3-1 · Hozott eredmény · Enyu Todorov (BUL) · 2-2       |             |
| Abdollah Movahed         | 70 kg       | Gordon Garvie (CAN) · 0.5-3.5 | Carlos Alberto Vario (ARG) · 0.5-3.5 | Guy Marchand (FRA) · 0.5-3.5              | Klaus Rost (FRG) · 0.5-3.5        | Udey Chand (IND) · 1-3              | Danzandarjaa Sereeter (MGL) · 1-3 |                   | 1. mérkőzés · Enyu Valcsev (BUL) · 1-3 · Hozott eredmény · Danzandarjaa Sereeter (MGL) · 1-3 |             |
| Ali Mohammad Momeni      | 78 kg       | Kayum Ayub (AFG) · 0.5-3.5    | Bajkó Károly (HUN) · 1-3             | Mahmut Atalay (TUR) · 3-1                 | Martin Heinze (GDR) · 1-3         | Angel Sotirov (BUL) · 1-3           |                                   |                   | kiesett                                                                                      | 4.          |
| Mansour Mahdizadeh       | 87 kg       | Balló Ferenc (ROU) · kizárták | visszalépett                         | kiesett                                   | kiesett                           | kiesett                             | kiesett                           |                   | kiesett                                                                                      | helyezetlen |
| Moslem Eskandar-Filabi   | 97 kg       | Daniel Verník (ARG) · 0.5-3.5 | Peter Jutzeler (SUI) · 3-1           | Sota Lomidze (URS) · 3-1                  | kiesett                           | kiesett                             | kiesett                           | kiesett           | kiesett                                                                                      | helyezetlen |
| Abolfazl Anvari          | +97 kg      | Nyers László (HUN) · 1-3      | Arne Robertsson (SWE) · 1-3          | Larry Kristoff (USA) · 3-1                | Oszman Duraliev (BUL) · kétvállas | kiesett                             |                                   |                   | kiesett                                                                                      | 6.          |

## Súlyemelés
| Versenyző             | Versenyszám | Nyomás                   | Nyomás                   | Szakítás | Szakítás | Lökés    | Lökés    | Összesen | Helyezés |
| Versenyző             | Versenyszám | Eredmény                 | Helyezés                 | Eredmény | Helyezés | Eredmény | Helyezés | Összesen | Helyezés |
| --------------------- | ----------- | ------------------------ | ------------------------ | -------- | -------- | -------- | -------- | -------- | -------- |
| Mohammed Nassiri      | 56 kg       | 112,5                    | 4.                       | 105,0    | 3.       | 150,0    | 1.       | 367,5    |          |
| Nasrollah Dehnavi     | 60 kg       | 117,5                    | 5.                       | 107,5    | 7.       | 140,0    | 6.       | 365,0    | 6.       |
| Parviz Dzsalajer      | 67,5 kg     | 125,0                    | 7.                       | 132,5    | 2.       | 165,0    | 2.       | 422,5    |          |
| Daniel Gevargiz Nejad | 75 kg       | érvényes kísérlet nélkül | érvényes kísérlet nélkül | kiesett  | kiesett  | kiesett  | kiesett  | kiesett  | kiesett  |